# Dick Van Arsdale
Richard Albert Van Arsdale, detto Dick (Indianapolis, 22 febbraio 1943 – Phoenix, 16 dicembre 2024), è stato un cestista, allenatore di pallacanestro e dirigente sportivo statunitense, professionista nella NBA.
Era il fratello gemello di Tom Van Arsdale.

## Carriera
Venne selezionato dai New York Knicks al secondo giro del Draft NBA 1965 (10ª scelta assoluta).
Con gli Stati Uniti disputò le Universiadi di Budapest 1965.

## Statistiche
| * | Primo nella lega |

### NBA

#### Regular season
| Anno      | Squadra      | PG  | PT | MP   | TC%  | 3P% | TL%  | RP  | AP  | PRP | SP  | PP   |
| --------- | ------------ | --- | -- | ---- | ---- | --- | ---- | --- | --- | --- | --- | ---- |
| 1965-1966 | N.Y. Knicks  | 79  | -  | 29,0 | 42,8 | -   | 71,5 | 4,8 | 2,3 | -   | -   | 12,3 |
| 1966-1967 | N.Y. Knicks  | 79  | -  | 36,6 | 44,9 | -   | 72,9 | 7,0 | 3,1 | -   | -   | 15,1 |
| 1967-1968 | N.Y. Knicks  | 78  | -  | 30,1 | 43,6 | -   | 67,0 | 5,4 | 2,9 | -   | -   | 11,0 |
| 1968-1969 | Phoenix Suns | 80  | -  | 42,4 | 44,2 | -   | 70,5 | 6,9 | 4,8 | -   | -   | 21,0 |
| 1969-1970 | Phoenix Suns | 77  | -  | 38,5 | 50,8 | -   | 79,8 | 3,4 | 4,4 | -   | -   | 21,3 |
| 1970-1971 | Phoenix Suns | 81  | -  | 39,0 | 45,2 | -   | 81,1 | 3,9 | 4,1 | -   | -   | 21,9 |
| 1971-1972 | Phoenix Suns | 82  | -  | 37,8 | 46,3 | -   | 84,5 | 4,1 | 3,6 | -   | -   | 19,7 |
| 1972-1973 | Phoenix Suns | 81  | -  | 36,8 | 47,6 | -   | 85,9 | 4,0 | 3,3 | -   | -   | 18,4 |
| 1973-1974 | Phoenix Suns | 78  | -  | 36,3 | 50,0 | -   | 85,3 | 2,8 | 4,2 | 1,2 | 0,2 | 17,8 |
| 1974-1975 | Phoenix Suns | 70  | -  | 34,6 | 47,0 | -   | 83,2 | 2,7 | 2,8 | 1,2 | 0,2 | 16,1 |
| 1975-1976 | Phoenix Suns | 58  | -  | 32,2 | 48,4 | -   | 83,0 | 2,4 | 2,4 | 0,9 | 0,2 | 12,9 |
| 1976-1977 | Phoenix Suns | 78  | -  | 19,7 | 45,6 | -   | 87,3 | 1,5 | 1,5 | 0,4 | 0,1 | 7,7  |
| Carriera  | Carriera     | 921 | -  | 34,5 | 46,4 | -   | 79,0 | 4,1 | 3,3 | 0,9 | 0,2 | 16,4 |

#### Play-off
| Anno     | Squadra      | PG  | PT | MP   | TC%  | 3P% | TL%  | RP  | AP  | PRP | SP  | PP   |
| -------- | ------------ | --- | -- | ---- | ---- | --- | ---- | --- | --- | --- | --- | ---- |
| 1967     | N.Y. Knicks  | 4   | -  | 38,3 | 31,9 | -   | 72,7 | 6,3 | 3,5 | -   | -   | 11,5 |
| 1968     | N.Y. Knicks  | 4   | -  | 22,0 | 22,7 | -   | 75,0 | 4,0 | 3,3 | -   | -   | 3,3  |
| 1970     | Phoenix Suns | 7   | -  | 36,4 | 43,0 | -   | 87,9 | 2,6 | 4,1 | -   | -   | 16,4 |
| 1976     | Phoenix Suns | 19* | -  | 24,8 | 48,8 | -   | 87,0 | 1,2 | 2,0 | 0,7 | 0,1 | 8,5  |
| Carriera | Carriera     | 34  | -  | 28,5 | 42,2 | -   | 83,8 | 2,4 | 2,8 | 0,7 | 0,1 | 9,9  |

## Palmarès

### Giocatore
- NBA All-Rookie First Team (1966)
- NBA All-Defensive Team: 1

Second Team: 1974
- NBA All-Star Game: 3

1969, 1970, 1971